# Bartolomé Rull
Bartolomé Rull (1691–1769) – hiszpański prałat, żyjący w XVIII wieku, który służył jako rzymskokatolicki biskup Malty.

## Biografia
Rull urodził się 31 lipca 1691 roku w miejscowości Pollença na wyspie Majorce w Hiszpanii.
W wieku 26 lat, 6 marca 1718 roku, Rull został wyświęcony jako ksiądz Zakonu św. Jana Jerozolimskiego. W październiku roku 1757 Rull został wybrany na biskupa Malty i zatwierdzony 19 grudnia tego samego roku. Konsekrowany został 7 maja 1758 roku przez Domenico Zicariego, arcybiskupa Reggio Calabria, przy współudziale biskupa Francesco Franco z Nicotery i biskupa Stefano Moràbito z Bova. Został formalnie wprowadzony na urząd biskupa 27 czerwca 1758 roku w katedrze św. Pawła w Mdinie.
Jako biskup Malty Rull ufundował wiele kościołów i poświęcił większą ich ilość. 28 kwietnia 1762 roku Rull wydał zezwolenie na zbudowanie nowego kościoła w Tarxien, poświęconego jego patronowi św. Bartłomiejowi oraz Matce Bożej Dobrej Rady.
Biskup Rull zmarł 19 lutego 1769 roku w wieku 77 lat, po 10 latach posługi biskupiej.